# Vinni
Vinni (německy Finn) je městečko v estonském kraji Lääne-Virumaa, samosprávně patřící do obce Vinni.